# V odstínech šedé
V odstínech šedé (v originále En la gama de los grises) je chilský hraný film z roku 2014, který režíroval Claudio Marcone. Film popisuje osudy architekta, který se snaží srovnat se svým životem a svou prací. Snímek byl v ČR uveden v roce 2015 na filmovém festivalu Febiofest.

## Děj
Mladý architekt Bruno získá zakázku od vlivného developera, který si přeje v Santiagu de Chile postavit monumentální památník. Jako spolupracovník, který mu má pomoci s návrhem, je mu představen učitel dějepisu a průvodce turistů Fernando. Bruno se právě odstěhoval od manželky a dočasně bydlí u svého dědy v dílně, aby si srovnal některé skutečnosti, kterého v životě trápí. Fernando vystupuje jako otevřený gay, což Bruna zároveň přitahuje i zneklidňuje. Jak se procházejí městem a diskutují o jeho historii a architektuře, jejich vztah postupně přeroste v milenecký poměr, což se pro Bruna neobejde bez následků.

## Obsazení
| Francisco Celhay | Bruno    |
| Emilio Edwards   | Fernando |
| Daniela Ramírez  | Soledad  |
| Matías Torres    | Diego    |